# أوضاخ (الدوادمي)
أوضاخ، هي قرية من فئة (أ) تقع في محافظة الدوادمي، والتابعة لمنطقة الرياض في السعودية. وتبعد أوضاخ عن محافظة الدوادمي بمسافة تقارب () كم.